# Wales (Utah)
Wales je město v okrese Sanpete County ve státě Utah ve Spojených státech amerických.
K roku 2000 zde žilo 219 obyvatel. S celkovou rozlohou 0,8 km² byla hustota zalidnění 282,4 obyvatel na km². Nachází se severně od měst Sterling a Manti a jižně od Fountain Green.